# تقويم القديسين

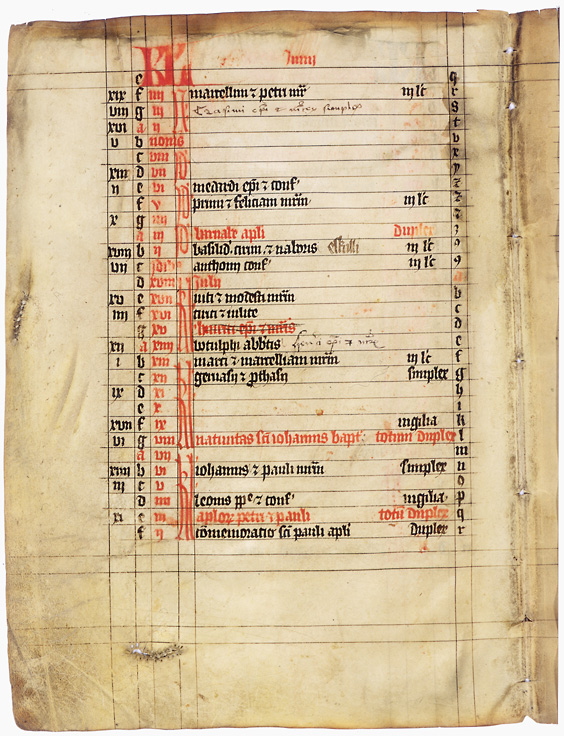
تقويم للقديسين من العصور الوسطى موجود في دير الدومينيكان في توركو في فنلندا.

تقويم القديسين هو تقليد مسيحي في السنة الطقسية وألذي يخصص لكل يوم أو أكثر كعيد لقديس معين، ويتم في هذا اليوم الاحتفال بذكرى القديس ويكون شفيع ذلك اليوم. هذا التقليد بدأ في القرون الأولى من المسيحية حيث كان يخصص أنذاك عيد يومي للقديسين الشهداء وقد أتبع هذا التقليد في الكنيسة الكاثوليكية وأيضاً في الكنائس الأرذثوكسية والكنائس البروتستانتية مثل الكنيسة الأنجليكانية و الكنيسة اللوثرية.